# Xyrauchen texanus
Xyrauchen texanus е вид лъчеперка от семейство Catostomidae. Видът е критично застрашен от изчезване.

## Разпространение
Разпространен е в САЩ.
Регионално е изчезнал в Мексико.

## Описание
На дължина достигат до 91 cm.
Популацията на вида е намаляваща.